# Тиффенбак
Тиффенбак (фр. Tieffenbach) — коммуна на северо-востоке Франции в регионе Гранд-Эст (бывший Эльзас — Шампань — Арденны — Лотарингия), департамент Нижний Рейн, округ Саверн, кантон Ингвиллер. До марта 2015 года коммуна административно входила в состав упразднённого кантона Ла-Птит-Пьер (округ Саверн).
Площадь коммуны — 5,03 км², население — 291 человек (2006) с тенденцией к снижению: 280 человек (2013), плотность населения — 55,7 чел/км².

## Население
Население коммуны в 2011 году составляло 286 человек, в 2012 году — 282 человека, а в 2013-м — 280 человек.
| 1962 | 1968 | 1975 | 1982 | 1990 | 1999 | 2006 | 2008 | 2011 | 2012 | 2013 |
| ---- | ---- | ---- | ---- | ---- | ---- | ---- | ---- | ---- | ---- | ---- |
| 469  | 461  | 435  | 378  | 334  | 335  | 291  | 279  | 286  | 282  | 280  |

Динамика населения:

## Экономика
В 2010 году из 178 человек трудоспособного возраста (от 15 до 64 лет) 133 были экономически активными, 45 — неактивными (показатель активности 74,7 %, в 1999 году — 66,7 %). Из 133 активных трудоспособных жителей работали 118 человек (69 мужчин и 49 женщин), 15 числились безработными (6 мужчин и 9 женщин). Среди 45 трудоспособных неактивных граждан 7 были учениками либо студентами, 23 — пенсионерами, а ещё 15 — были неактивны в силу других причин.